# Takao Horiuchi
Takao Horiuchi ( 堀内孝雄, Horiuchi Takao, Osaka, 27 de outubro de 1949) é um cantor e compositor japonês de música popular e enka.

## História
Takao Horiuchi é o mais novo de três irmãos (possui uma irmã e um irmão) e costumava cantar desde pequeno. Quando sua avó o escutava dizia "Takao, sua voz é linda e você canta muito bem! Um dia se tornará um cantor famoso".
Na época do ensino fundamental, Takao costumava ficar no quarto de sua irmã escutando uma rádio que tocava músicas ocidentais. Certa vez, ao ouvir uma canção dos The Beatles, sentiu como se algo surpreendente tivesse lhe ocorrido. Seu irmão mais velho pegava emprestado de amigos vários discos dos Beatles e levava para casa, fato que causou grande influência em seu gosto musical. Sua primeira guitarra foi dada pela sua irmã mais velha e Takao aprendeu a tocar sozinho, praticando todos os dias.
Quando passou a frequentar o ensino médio, juntou-se ao clube de música da escola e era responsável pela parte vocal. Na faculdade, Takao integrou bandas amadoras e foi nesse círculo que conheceu Shinji Tanimura. Em 1971, quando completou 22 anos e cursava o o 4º ano da faculdade, foi convidado por Shinji para tornar-se um cantor profissional.
Apesar da indecisão sobre se conseguiria se manter com uma carreira artística, reconheceu que cantar era sua maior vocação e seguiu em frente. Juntos formaram o grupo Alice que produziu vários hits de sucesso em todo o Japão e encerrou suas atividades em 1981.
Desde então, segue uma carreira solo bem sucedida, mas Alice continua presente em sua vida até hoje.

## Prêmios
1990-  32º Japan Record Awards por "Koiuta Tsuzuri

## Discografia

### Álbuns
- 1975: Kotoba ni naranai okurimono
- 1977: Wasure kaketeita love song
- 1978: Aitsuga shinda ban
- 1979: Song Forever
- 1980: Deracine
- 1982: DAY BREAK
- 1983: I A.M. P.M.
- 1984: CANES ―ON THE SAME ROAD―
- 1986: Brown
- 1987: Itoshiki Hibi
- 1987: Fall In Love Again
- 1988: DEAR FRIEND／BEST SONGS
- 1988: BEST OF BEST
- 1989: HELLO FORTY
- 1990: FIRST
- 1990: New best
- 1991: Gents
- 1991: Tasty
- 1992: Capuccino
- 1993: Kageboushi
- 1994: Yume no mochikusa
- 1995: Tokyo hatsu
- 1996: Yoirenbo
- 1997: Aiga miemasuka
- 1998: Take tombo
- 1999: Seishun no shippo
- 2000: Kaze no Legend
- 2001: Moon
- 2002: Eien no natsu
- 2003: Kawa
- 2004: Enishi
- 2005: Otokotachi no Lullaby
- 2006: OLD&NEW
- 2007: Itsumademo Love Song
- 2008: Old Friends
- 2010: Thank you Ai Subeki otokotachi